# Barzan Ibrahim al-Tikriti
Barzan Ibrahim El-Hasan al-Tikriti (Arabisch: برزان إبراهيم التكريتي, Barzān Ibrāhīm at-Tikrītī) (Tikrit, 17 februari 1951 - Bagdad, 15 januari 2007) was een halfbroer van Saddam Hoessein.
Barzan Ibrahim al-Tikriti speelde decennialang een prominente rol in het Iraakse regime. Hij stond van 1979 tot 1983 aan het hoofd van de Iraakse geheime dienst. Van 1988 tot 1997 was hij de Iraakse ambassadeur bij de vestiging van de Verenigde Naties in Genève. Barzan stond op de 52e plaats op de VS-lijst van de 55 meest gezochte Irakezen. Zijn huis in West-Bagdad werd eind augustus 2004 door de Amerikaanse luchtmacht gebombardeerd.
Op 17 april 2003 werd hij door het Amerikaanse leger gevangengenomen. Op 19 juni 2006 eist de openbaar aanklager in Irak de doodstraf, tegelijkertijd met, en in hetzelfde proces als dat tegen Saddam Hoessein. Op 5 november daaropvolgend werd al-Tikriti conform de eis veroordeeld, en op 15 januari 2007 is dit vonnis ten uitvoer gebracht, hij werd samen met Awad Hamed al-Bandar opgehangen. Bij zijn ophanging werd, volgens meerdere aanwezigen, zijn hoofd van zijn romp losgerukt, maar volgens Saddams advocaat was dat een smoesje om niet te hoeven bekennen dat men het lijk na de executie had onthoofd.